# 889 Erynia
889 Erynia је астероид главног астероидног појаса чија средња удаљеност од Сунца износи 2,447 астрономских јединица (АЈ). 
Апсолутна магнитуда астероида је 11,1 а геометријски албедо 0,139.